# Amazonit

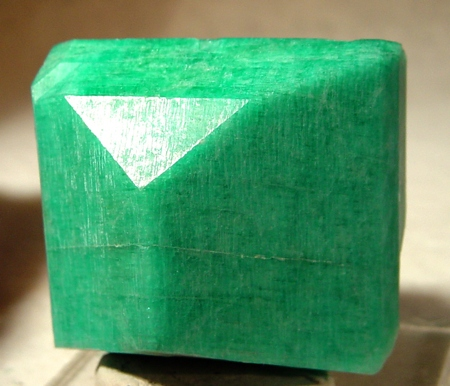
Tinh thể Amazonit, được cho là ở Florissant, Colorado. 4.4 x 4 x 3.5 cm

Amazonit (đôi khi được gọi là "đá Amazon") là một dạng microclin fenspat màu xanh lá cây.
Tên gọi được lấy từ sông Amazon, nơi mà một vài đá màu xanh lá cây đã được tìm thấy, nhưng không chắc fenspat xanh lá cây có xuất hiện ở vùng Amazon hay không.
Amazonit là một khoáng vật chỉ xuất hiện ở một vài địa điểm. Trước đây, nó gần như chỉ được tìm thấy ở vùng Miass ở núi Ilmen, cách 50 dặm về phía tây nam của Chelyabinsk, Nga, chúng xuất hiện ở trong đá granit. Gần đây hơn, các tinh thể có chất lượng cao đã được tìm thấy từ đỉnh Pikes, Colorado, nơi mà chúng được tìm thấy có liên kết với thạch anh ám khói, Orthoclas, và albit trong đá granit hoặc pegmatit hạt thô. Crystal Park, El Paso County, Colorado là một nơi nổi tiếng với các tinh thể amazonit. Một vài nơi khác ở Mỹ cũng tìm thấy amazonit, cũng như trong đá pegmatit ở Madagascar và ở Brasil.
Bởi vì màu xanh lá cây sau khi đã đánh bóng, amazonit đôi khi được cắt và sử dụng như là đá quý, mặc dù nó rất dễ bị nứt vỡ.
Trong nhiều năm, lý do vì sao amazonit có màu xanh lá vẫn là một bí ẩn. Nhiều người cho rằng màu sắc này do đồng tạo nên vì các hợp chất của đồng thường có màu xanh nước biển hoặc xanh lá cây. Các nghiên cứu gần đây hơn cho rằng màu xanh nước biển – lá cây là do một lượng nhỏ chì và ngậm nước ở trong fenspat. (Hoffmeister and Rossman, 1985)

## Ảnh của các mẫu vật Amazonit

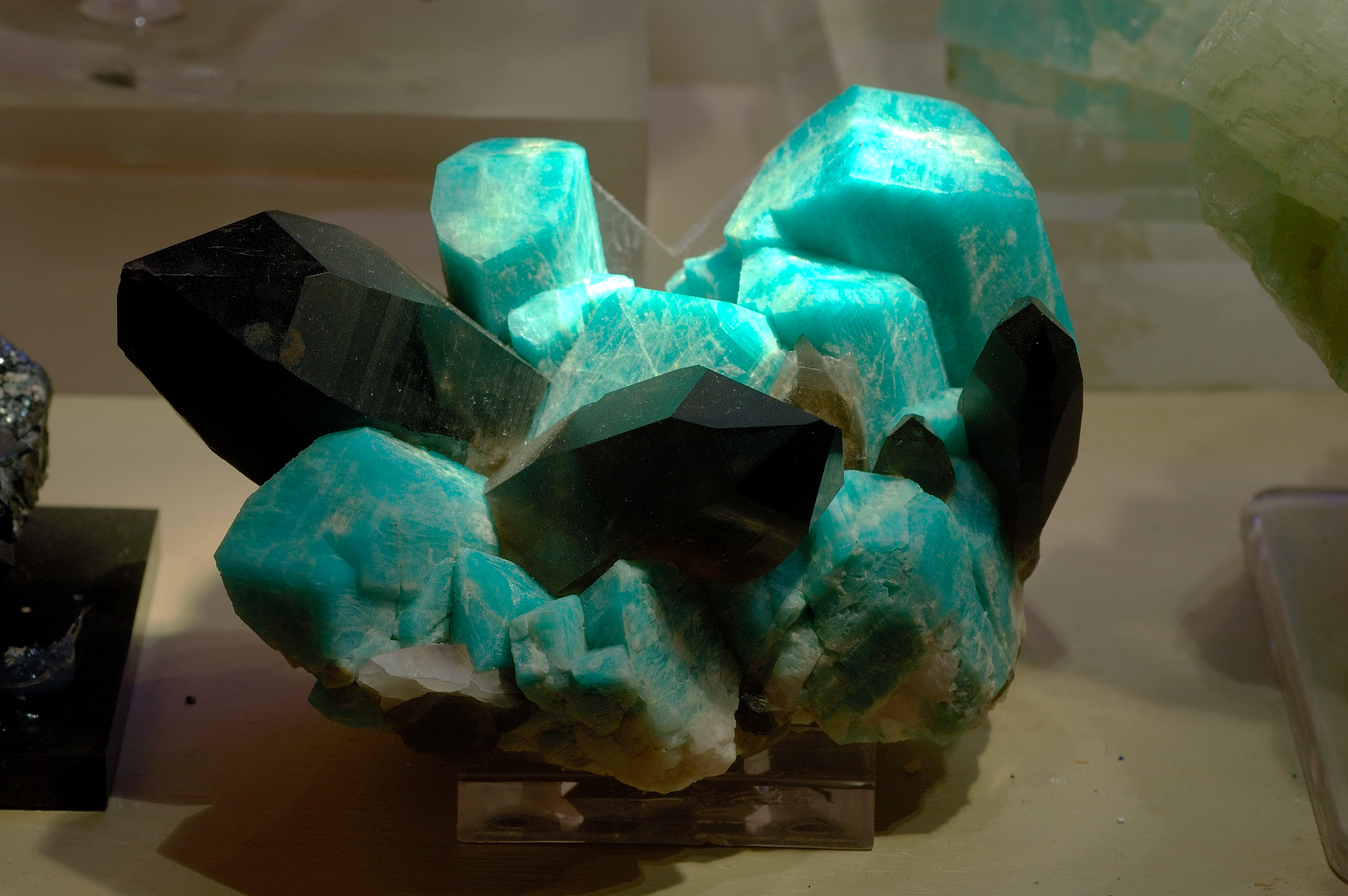
Amazonit với thạch anh ám khói từ Two Point Claim, Teller County, Colorado
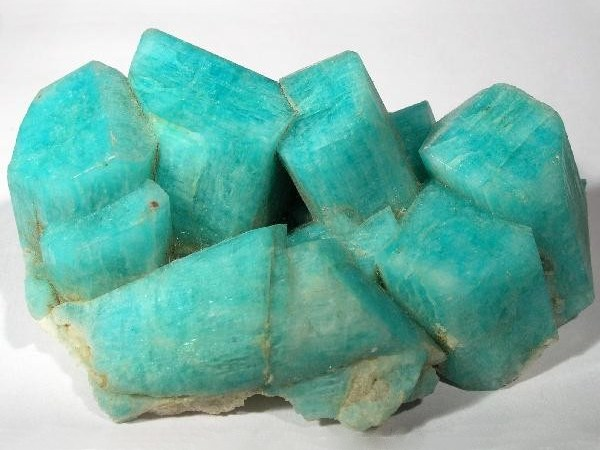
Amazonit từ đỉnh Pikes, Colorado. Size: 5.5 x 3.1 x 2.5 cm.
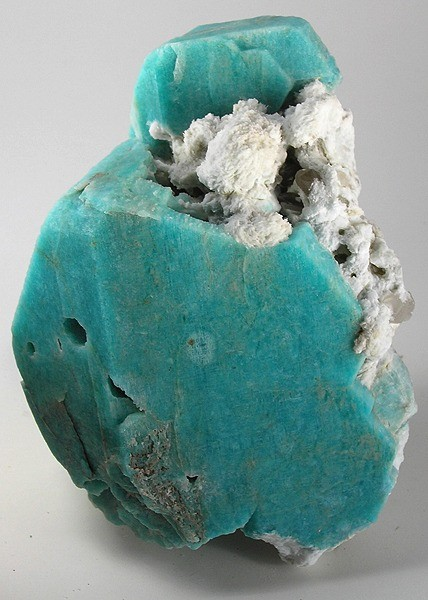
Tinh thể Amazonit lớn từ Konso special woreda, Ethiopia. Size: 16.4 x 11.9 x 8.0 cm.

## Tham chiếu
- Hoffmeister and Rossman (1985). “Nghiên cứu quang phổ về sự phát xạ màu sắc của amazonit, cấu trúc hydrat, fenspat chứa chì”. Am. Min. 70: 794–804.
- Perl, M. Richard (1972). Colorado Gem Trails: And Mineral Guide. Swallow Press. ISBN 978-0804009560.
- http://www.mindat.org/show.php?id=184
- http://webmineral.com/data/Microcline.shtml